# Sorribas (Piloña)
Sorribas (en asturiano y oficialmente Sorribes) es un caserío y una parroquia del concejo de Piloña, en Asturias, España. 

## Geografía
Está situada en el extremo oriental del municipio, en el límite con el concejo de Parres, por el norte confina con la parroquia de Cereceda, por el oeste con Miyares, y por el sur con el cauce del Río Piloña, que delimita con Sevares. El espacio parroquial es de 4,86 km², constituida por Cua y Sorribas, está atravesada, de norte a sur, por el arroyo llamado de Sardea que pasa por las inmediaciones de la aldea de Cúa para desembocar en el Río Piloña.

## Comunicaciones
Un antiguo Camino Real cruza esta parroquia en dirección a las tierras más orientales de la región. Actualmente su comunicación con Infiesto es de 8,6 km, se hace por un ramal de la P-11 y por la N-634, a la que se accede por la N-634, por Soto de Dueñas y teniendo que coger un ramal con sentido a Cua, o bien por Villamayor por la actual finca de las guelgas en dirección a Cereceda.

## Población
La población de Sorribas es de unos setenta habitantes, se encuentra muy dispersa, formando los barrios de La Espilonga, El Cotal, Brez, El Robedal, Los Riegos, y cuenta con unas cincuenta viviendas, de las cuales nueve están dedicadas al turismo rural. 

## Fiestas
Tiene tres fiestas a celebrar, dos son parroquiales, Corpus Cristi, y San Pablo, patrón de la parroquia, y la tercera es la de Los Ramos, en honor a Nuestra Señora la Virgen y se festeja el primer fin de semana del mes de septiembre de todos los años, de cuya fiesta se están efectuando sendos actos, tanto religiosos como festivos, misa campestre con procesión por el mismo pueblo, subasta de ramos de pan, y el tradicional concurso de arroz con leche del que forma la X edición del cual este año se pretende conste en guías dedicadas al turismo gastronómico. Esta última fiesta está promovida por la Asociación de Festejos de Sorribes.

## Patrimonio

### La iglesia parroquial
Se encuentra en el pueblo de Sorribas, situada a 200 m s. n. m., sobre la margen izquierda del Río Piloña, se trata de una construcción del siglo XVII, erigida bajo la advocación de San Pablo, a cuya iglesia se han incorporado numerosas piezas románicas procedentes del desaparecido monasterio benedictino de San Martín de Soto,(Soto de Dueñas – Parres). En su interior, y en la pared izquierda del presbiterio, se encuentra el sepulcro familiar de los Condes de Peñalva, dueños que fueran del palacio que se encuentra a escasos metros de la citada iglesia parroquial, la cual también conserva este templo una serie de valores escultóricos medievales de gran finura y delicadamente rematados, que podría considerarse han sido realizados por los primeros artesanos que han desarrollado la especialidad en Asturias.

### Palacio de Sorribas
Elegante y sobrio palacio del siglo XVIII de los que fueran dueños los Condes de Peñalva, de planta rectangular y tres pisos, con mampostería vista y sillares para vanos y esquinas, la adintelada y moldurada puerta aparece flanqueada por pilastras de cuyas impostas arranca el voladizo de un balcón de antepecho forjado y hueco moldurado. Las calles laterales distribuyen armoniosamente ventanas y balcones enrasados y moldurado voladizo, central piso noble y pequeñas ventanas, dos de saliente antepecho lineal bajo el pronunciado alero. Frente al Palacio, la capilla, que sostiene el pórtico en dos estilizadas columnas y de construcción del año 1732.

## Contexto histórico
La historia cuenta que, caminando rectamente hacia el sur, desde Brez (Sorribas), subiendo a la espina dorsal cretácica de la parroquia de Sorribas, se llega a un brusco escarpe que impide llegar a la orilla del río Piloña. Para llegar a él, hay que bajar hacia el sudoeste dirección de Antrialgo o tomar hacia el sudeste por la suave bajada llamada “parapetos de Brez” en este barrio de Brez, D. Pelayo fue avisado por un amigo, del cual se desconocen datos, de que le querían prender.

## Orígenes
La primera mención al lugar de Brece la encontramos en la llamada Crónica Rotense, una de las versiones de la llamada Crónica de Alfonso III y denominada así por haberse conservado en su versión más antigua en un códice guardado durante siglos en el archivo de la catedral de Roda, en Huesca. Esta crónica fue escrita entre la segunda mitad del siglo X y el siglo XI, al parecer en el monasterio de San Millán de la Cogolla y que desaparecido durante mucho tiempo reapareció en una biblioteca privada en 1927.
Está escrita en un latín bastante bárbaro, se cree que por un laico, que para muchos estudiosos sería el mismo rey Alfonso III ya que en una frase referida a la ciudad de Viseo, en Portugal, se dice que fue poblada “por nuestro mandato”, frase que sólo el rey podía escribir. La obra pretendía haber sido una continuación de la Historia de los godos del obispo Isidoro de Sevilla y terminaba al final del reinado de Ordoño I.
Una vez redactada, el rey la envió a su sobrino el obispo Sebastián, quien mejoró el estilo retocando su tosco latín, censuró fragmentos e introdujo ciertas correcciones ideológicas como las del noble origen de Pelayo, la exculpación del clero o la exaltación de la intervención goda en el origen del Reino de Asturias. Esta versión corregida y notificada es la conocida como la versión A Sebastián o Sebastianense. Por tanto la Rotense sería la redacción primitiva de la llamada Crónica de Alfonso III, anterior a la Sebastianense y consecuentemente menos manipulada.

### La Crónica Rotense
El texto en latín y su traducción son los siguientes:
Per idem ferre tempos in hac regione Asturiensium prefectus erat in ciuitate Ieione nominee Munnuza conpar Tarec. Ipso quoque prefecturam agente, Pelagius quidam, spatarius Uitizani et Ruderici regum, dicione Ismaelitarm opressus cum propia sorore Asturias est ingressus. Qui supra numinatus Munnuza prefatum Pelagium ob occassionem sorosis eius legationis causa Cordoua misit; sed antequam rediret, per quodam inginium sororem illius sibi in coniungio sociauit. Quo ille dum reuertit, nulatenus consentit, set quod iam cogitauerat de sabationem eclesie cum omni animositate agree festinauit. Tunc nefandus Tarec ad prafatum Munnuza milites direxit, qui Pelagium conprehenderent et Cordoua usque ferrum uinetum perducerent. Qui dum Asturias peruenissent uolentes eum fraudulenter coprendere, in uico cui nomen erat Brece per quondam amicum Pelagium manifestum est consilio Caldeorum. Sed quia Sarrazeni plures errant, uidens se non posse eis resistere de inter illis paulatim exiens cursum arripuit et ad ripam flubii Pianonie peruenit. Que foris litus plenum inuenit, sed natandi adminiculum super equum quod sedebat ad aliam ripam se tantulit et montem ascendit. Quem Sarrazeni persiquere cessaberunt.
Por ese mismo tiempo era gobernador en esta región de los asturianos, en la ciudad de Gijón, un hombre llamado Munnuza, compañero de Tarik. Cuando el tal desempeñaba el gobierno, un cierto Pelayo, que había sido espatario de los reyes Witiza y Rodrigo, agobiado por la dominación de los ismaelitas se metió en Asturias en compañía de su hermana. El antes nombrado Munnuza envió al dicho Pelayo a Córdoba con el pretexto de una comisión, a causa de su hermana; pero antes de que volviera, por medio de un engaño, se unió en matrimonio con la hermana. Cuando él volvió, no lo aprobó en modo alguno, sino que con el mayor ánimo se aprestó a poner en práctica lo que ya tenía pensado en torno a la salvación de la Iglesia. Entonces el nefando Tarik envió al ya nombrado Munnuza hombres armados para que apresaran a Pelayo y llevaran encadenado a Córdoba. Cuando ellos llegaron a Asturias y pretendieron cogerlo con un engaño en un lugar que se llamaba Brece, le fue revelado a Pelayo el propósito de los musulmanes por un amigo suyo. Pero como los sarracenos eran más, y viendo que no podía hacerles frente, saliéndose con cuidado de entre ellos picó espuelas y llegó a la orilla del río Piloña. Lo encontró crecido y desbordado, pero nadando con la ayuda del caballo que montaba pasó a la otra orilla y subió a la montaña. Los sarracenos dejaron de perseguirlo.